# Ноћ за памћење (филм из 1958)
Ноћ за памћење (енгл. A Night to Remember) је британски историјско-драмски филм из 1958. године, заснован на истоименој књизи Волтера Лорда објављеној три године раније. Филм приказује последњу ноћ Титаника, брода који је на свом првом путовању од Саутемптона до Њујорка ударио у ледени брег и потонуо у северном Атлантику. Режирао га је Рој Ворд Бејкер, на основу сценарија Ерика Амблера, док главне улоге у филму тумаче Кенет Мор, Мајкл Гудлиф, Лоренс Нејсмит, Кенет Грифит, Дејвид Макалум и Такер Магвајер. Филм приказује главне догађаје и учеснике на документарни начин са великом пажњом на детаље. Продукцијски тим, под надзором продуцента Вилијама Маквитија (који је присуствовао поринућу оригиналног брода) користио је нацрте брода за креирање аутентичних сетова, док су четврти официр са Титаника, Џозеф Боксал, као и бивши комодор Хари Гратиџ радили као технички саветници на филму. Процењени буџет од 600.000 фунти учинио је Ноћ за памћење најскупљим филмом икада снимљеним у Британији у то време.
Филм је премијерно приказан 3. јула 1958. у Лондону, али након изласка у биоскопима није остварио финансијски успех. Међутим, добио је похвале критичара и 1959. је освојио Међународну награду Семјуела Голдвина за Велику Британију на додели Златних глобуса. Многи историчари и преживели са Титаника похвалили су Ноћ за памћење због њене тачности, упркос скромним продукцијским вредностима, у поређењу са холивудским филмом Титаник из 1997. године.

## Радња
Године 1912, луксузни Титаник је највећи брод на свету и верује се да је непотопив. Дана 10. априла, Титаник испловљава из Саутемптона за Њујорк. Четири дана касније, у северном Атлантику, брод добија низ упозорења о леденим бреговима од других пароброда. Само неколико порука је пренето капетану Едварду Џ. Смиту, који наређује да се припази на то. Касније те ноћи, пароброд Калифорнијан примети лед у даљини и покушавају да пошаљу поруку Титанику.
На Титанику, путници прве класе сер и леди Ричард, као и путници друге класе, тек венчани господин и госпођа Кларк, слушају оркестар, предвођен Воласом Хартлијем. Оркестар свира разне песме, док путници у потпалубљу, Пет Марфи, Мартин Галагер и Џејмс Фарел уживају у забави за трећу класу, где Марфија привлачи млада Пољакиња и плеше са њом.
У телеграфској соби, оператери Џек Филипс и Харолд Брајд мењају смене. Филипс добија упозорење о леду, али када стигне још порука које треба да пошаље, упозорење се губи испод њих. На Калифорнијану примећују поље леда. Брод се зауставља због ризика, а порука је послата Титанику. Пошто је Калифорнијан тако близу, телеграфска порука је веома гласна, а Филипс је нагло прекида. Путници на Титанику почињу да одлазе на спавање, док коцкари Хојл и Џеј Јејтс остају будни.
Одједном, брод удара у санту леда. Капетан Смит шаље по Томаса Ендруза, бродоградитеља, да прегледа штету, и он утврђује да ће Титаник потонути у року од два сата; обојица схватају да брод нема довољан капацитет чамца за спасавање за све путнике. Шаљу се сигнали за помоћ, али радио оператер Калифорнијана није на дужности. Педесет и осам миља даље, радио оператер Карпатије прима позив у помоћ и упозорава капетана Артура Рострона, који наређује Хорасу Дину да окрене ка Титанику. Међутим, до Титаника ће бити потребно око четири сата.
Видевши Калифорнијан на хоризонту 10 миља даље, Титаник почиње да му сигнализира, али његова посада не успева да схвати зашто брод који је на видику испаљује ракете, док капетан Смит наређује другом официру Чарлсу Лајтолеру да почне да спушта чамце за спасавање, док оркестар почиње да свира на палуби. На великом степеништу, путнику Робију Лукасу Ендруз говори истину и он без панике одводи своју жену и децу до једног чамца.
Марфи, Галагер и Фарел помажу Пољакињи и њеној мајци да се попну на палубу и доводе их до чамца. Први официр Вилијам Макмастер Мердок прима Ричардове и Хојла у чамац. Јејтс даје једној путници поруку да пошаље његовој сестри. Ида и Исидор Штраус одбијају да се раздвоје, нехотице дајући пример госпођи Кларк, која одлучује да остане са својим мужем док их Ендруз не посаветује како да покушају да преживе потонуће.
Док се посада бори да задржи путнике треће класе, већина путника прве и друге класе се укрцава у чамце за спасавање. Док се Титаник нагиње, путници почињу да схватају опасност; када су путници треће класе коначно пуштени, настаје хаос. Председник компаније White Star Line, Џ. Брус Исмеј, улази у један од последњих чамаца за спасавање. Преостали путници — међу њима Марфи, Галагер и Фарел — повлаче се према крми док се она диже у ваздух, док се Лајтолер и други способни поморци боре да ослободе два преостала склопива чамца за спасавање, а прамац брода наставља да тоне. Капетан Смит даје последњу наредбу да се напусти брод и наређује сваком човеку да се спасе.
Кларкови користе конопац да се спусте низ бок брода, а оркестар изводи химну „Nearer, My God, to Thee”, док се Смит враћа на мост да би потонуо са својим бродом. Ендруз ишчекује своју судбину у соби за пушење прве класе, док љубазни стјуард теши изгубљеног дечака одвојеног од мајке. Лукас гледа према чамцима за спасавање, схватајући да никада више неће видети своју породицу, док Кларкове убија димњак који падне. Путници се моле док брод брзо тоне у ледени океан.
У леденој води многи људи умиру од хипотермије. Лукасов леш плута поред преврнутог склопивог чамца, док Јејтс, не желећи да претрпи чамац, плива у смрт. Лајтолер преузима контролу над чамцем док се Марфи и Галагер укрцавају, а Фарел је изгубљен. Главни кувар Чарлс Џокин, након што је уступио своје место у чамцу за спашавање и почео да се опија, такође се пење на чамац. Након неког времена спасава их други чамац. Карпатија стиже да спасе преживеле, док потресени Лајтолер говори пуковнику Арчибалду Грејсију: „Мислим да више никада нећу бити сигуран ни у шта.”
На броду, док траје групна молитва, Марфи и Галагер стоје са Пољакињом и њеном мајком, док госпођа Фарел, госпођа Лукас и њена деца тугују због губитка својих најмилијих. Рострон води Лајтолера на палубу док Карпатија плови поред плутајућих ствари са Титаника. Рострон обавештава Лајтолера да је 705 људи спасено, а 1.500 изгубљено. Карпатија добија поруку од Калифорнијана, који је чуо за катастрофу, али их Рострон обавештава да је: „Учињено све што је људски било могуће”.

## Улоге
| Глумац           | Улога                                |
| ---------------- | ------------------------------------ |
| Кенет Мор        | други официр Чарлс Херберт Лајтолер  |
| Мајкл Гудлиф     | Томас Ендруз                         |
| Лоренс Нејсмит   | капетан Едвард Џон Смит              |
| Кенет Грифит     | телеграфски оператер Џек Филипс      |
| Дејвид Макалум   | оператер асистент Харолд Брајд       |
| Такер Магвајер   | Маргарет „Моли” Браун                |
| Френк Лотон      | Џ. Брус Исмеј                        |
| Ричард Лич       | први официр Вилијам Макмастер Мердок |
| Џон Керни        | господин Марфи                       |
| Ричард Кларк     | Мартин Галагер                       |
| Патрик Макалини  | Џејмс Фарел                          |
| Ентони Бушел     | капетан Артур Рострон                |
| Алек Макауен     | телеграфски оператер Харолд Котам    |
| Роналд Ален      | господин Кларк                       |
| Џил Диксон       | госпођа Кларк                        |
| Џефри Бејлдон    | телеграфски оператер Сирил Еванс     |
| Џорџ Роуз        | главни кувар Чарлс Џокин             |
| Џон Меривале     | Роби Лукас                           |
| Хонор Блекман    | Лиз Лукас                            |
| Роберт Ерс       | Артур Годфри Пјучен                  |
| Ралф Мајкл       | Џеј Јејтс                            |
| Џејмс Дајренфорт | пуковник Арчибалд Грејси             |
| Расел Нејпијер   | капетан Стенли Лорд                  |
| Џејн Даунс       | Силвија Лајтолер                     |
| Патрик Водингтон | сер Ричард                           |
| Харијет Џонс     | леди Ричард                          |
| Редмонд Филипс   | господин Хојл                        |
| Џозеф Томелти    | др Вилијам О’Лафлин                  |
| Џек Вотлинг      | први официр Џозеф Боксал             |
| Мајкл Брајант    | шести официр Џејмс Пол Муди          |

## Продукција

### Развој
Идеја о филму настала је након што су будући редитељ Рој Ворд Бејкер и будући продуцент Вилијам Маквити набавили примерке књиге Ноћ за памћење – Бејкер из своје омиљене књижаре, а Маквити од своје жене – и одлучили да набаве филмска права. Маквити је успео да прикупи финансије од Џона Дејвиса из компаније Rank Organisation, која се касних 1950-их проширила на снимање филмова са већим буџетима. Улога режисера додељена је Роју Бејкеру, који је био под уговором са компанијом Rank, а Бејкер је препоручио Ерика Амблера као сценаристу. Волтер Лорд, аутор књиге, укључен је у пројекат као консултант.
Поред заснивања сценарија − и у акцији и у дијалогу − на Лордовој књизи, филмски креатори су постигли нијансирану глуму и аутентичну атмосферу консултујући неколико стварних преживелих са Титаника, који су послужили као технички саветници. Међу њима су били четврти официр Џозеф Боксол и путници Едит Расел и Лоренс Бизли. Једног дана током снимања, Бизли се потајно ушуњао на сет. Он се инфилтрирао током сцене потонућа, надајући се да ће „потонути са бродом”, али га је открио редитељ, који му је наредио да оде и ставио вето на оваква непланирана појављивање због правила синдиката глумаца. Тако је, како каже Џулијан Барнс: „Бизли по други пут у животу напустио Титаник непосредно пре него што је потонуо.” Удовица Чарлса Лајтолера, Силвија Лајтолер, такође је консултована током продукције, а у једном тренутку је посетила Pinewood Studios и састала се са Кенетом Мором, кога је упознала са својом децом на сету. Силвија је похвалила Мора за улогу њеног мужа. Када је Хелен Мелвил Смит, ћерка капетана Смита, посетила филмски сет, била је изненађена сличношћу Лоренса Нејсмита и свог оца.
Међутим, бројне промене у филму су направљене због драмског ефекта. На пример, умањено је учешће америчких путника (са изузетком Штрауса, Гугенхајма, „непотопиве” Моли Браун и пуковника Грејсија), а неки ликови засновани на Американцима су приказани као Британци. На питање зашто је то урадио, Рој Бејкер је одговорио да је: „То био британски филм који су британски уметници снимили за британску публику”. Такође, филм се разликује и од књиге и од адаптације NBC TV-а у фокусу на централног лика, другог официра Чарлса Лајтолера, који ради и говори неке ствари за које се наводи да су други чланови посаде урадили и рекли током стварне катастрофе. Његов закључак одражава Лордову тему „света заувек промењеног” са измишљеним разговором између Лајтолера и пуковника Арчибалда Грејсија, који седе на чамцу за спасавање. Лајтолер изјављује да је катастрофа: „Другачија... Зато што смо били тако сигурни. Зато што је, иако се десила, још увек невероватна. Мислим да се никада више нећу осећати сигуран. Ни у шта”. Студио је желео звезду за ову улогу, па је понуђена Кенету Мору, који је прихватио. Ово је био први филм који је снимио по новом уговору са студијом Rank, према коме је снимио седам филмова у пет година уз накнаду од 40.000 фунти по филму.
Продуцент Маквити је првобитно склопио уговор са бродским превозником Shaw, Savill & Albion Line да искористи њихов пензионисани брод Доминион Монарх за потребе снимања филма, али се компанија повукла из продукције у последњем тренутку, наводећи да нису желели да се један од њихових пловила искористи за реконструкцију потонућа Титаника. Међутим, према Маквитију, овом компанијом у то време је управљао Базил Сандерсон, син Харолда Сандерсона, директора White Star Line-а у САД у време потонућа. Харолд Сандерсон ће касније наследити Џ. Бруса Исмеја на месту председника Међународне трговачке поморске компаније, бродског конгломерата Џ. П. Моргана који је поседовао White Star Line. Ова веза са White Star Line-ом, према Маквитију, је оно што је заправо довело до тога да се Shaw, Savill & Albion Line повуче из филма. Маквити је на крају добио дозволу од Ship Breaking Industries-а да снима сцене на Астуријасу, прекоокеанском броду из 1920-их који је компанија повукла из употребе. Лева страна брода је била разрушена, али је његов десни бок још увек био нетакнут, тако да је Маквити унајмио студенте уметности да офарбају брод бојама White Star Line-а и користио огледала за рекреацију сцена које су се одигравале на левој страни. Конструисано је 30 сетова према оригиналним плановима за Титаник.

### Снимање
Снимање је почело 15. октобра 1957. у студију Pinewood. Трајало је до 5. марта 1958. године.
Кенет Мор се присетио продукције филма у својој аутобиографији, објављеној 20 година касније, 1978. године. У студију није било довољно великог резервоара где би могли да се сниме преживели како се боре да се попну у чамце за спасавање, па је то урађено у базену на отвореном, у два сата ујутру једног хладног новембарског дана. Када су статисти одбили да ускоче у воду, Мор је схватио да ће морати да пружи пример. Повикао је: „Хајде!”
Скочио сам. Никада у животу нисам доживео такву хладноћу. Било је то као да сам скочио у замрзивач. Шок је избио дах из мог тела. Срце као да је престало да ми куца. Осећао сам се сломљено, неспособно да размишљам. Имао сам мртвачку укоченост, без мртвачког дела. А онда сам изронио, испљунуо прљаву воду и, дахћући, пронашао свој глас.
„Станите!” викнуо сам. „Не слушајте ме! Вода је проклето ужасна! Останите ту где јесте!”

Али било је прекасно ....
Четири клипа из нацистичког пропагандног филма Титаник (1943) коришћена су у Ноћи за памћење; два садрже брод који плови мирним водама током дана, а два поплављени пролаз у машинској соби. Како пише Брајан Хокинс, Британци су се приближили „истини о Титанику 1958. својом црно-белом продукцијом романа Волтера Лорда Ноћ за памћење, неприметно укључивши секвенце из (нацистичког) Титаника редитеља Херберта Селпина из 1943. без икаквихпотписа за ове невероватне сцене.” Сам Селпин је ухапшен по инструкцији министра пропаганде Јозефа Гебелса током продукције почетком августа 1942. јер је дао негативно мишљење о немачкој војсци док је режирао овај ранији филм из нацистичке ере. Затим је пронађен мртав у својој затворској ћелији.

## Историјска тачност
Овај филм се сматра историјски најтачнијим филмом о катастрофи Титаника, са изузетком тога што се не приказује како се брод ломи на пола. У време снимања је постојала сумња у чињеницу да се брод преломио на два дела. Тадашњи прихваћени став и резултат испитивања био је да је потонуо нетакнут; ломљење брода напола потврђено је тек након што је олупина пронађена 1985. године. Лајтолерова удовица, Силвија Лајтолер, похвалила је историјску тачност филма у интервјуу за The Guardian, наводећи: „Филм је права истина и није улепшан”.
Док су неки догађаји историјски поткрепљени, неки ликови и прича су измишљени; ликови господина Марфија, господина Галагера, господина Хојла и Џеја Јејтса засновани су на неколицини људи. Марфи, који је водио девојке из потпалубља до чамца за спасавање, базиран је на основу неколико ирских емиграната. Хојл, коцкар који улази у чамац за спасавање, састављен је од неколико таквих људи одлучних да се спасу по сваку цену. Роби Лукас и госпођа Лиз Лукас су засновани на неколико брачних парова, посебно на господину Луцијану П. Смиту и госпођи Елоиз Хјуз Смит. Лукас чак изговара речи које је Луцијан Смит заправо упутио својој жени: „Никада нисам очекивао да ћу ти нешто наредити, али овај пут мораш”. Господин Кларк и госпођа Кларк су базирани на неколико парова на меденом месецу, посебно господина Џона Чепмена и госпође Саре Чепман, пара младенаца из друге класе који су страдали у потонућу. Леш Џона Чепмена пронашао је брод Макеј-Бенет, а није било помена или индиција које би сугерисале да је он убијен услед пада димњака. Учешће америчких путника било је или ограничено или изостављено (са изузетком Штрауса, Гугенхајма, Моли Браун и пуковника Грејсија).
Неколико историјских личности је преименовано или је остало неименовано да би се избегле потенцијалне правне радње. Сер Козмо Даф-Гордон и Луси, леди Даф-Гордон су приказани као сер Ричард и леди Ричард (секретарица леди Даф, госпођица Франкатели је потпуно изостављена), а Брус Исмеј се у целости помиње само као „председавајући”.
Филм изоставља неколико кључних историјских личности, укључујући Џона Џејкоба Астора IV, најбогатијег путника на Титанику, као и Стокера Фредерика Барета, при чему је улога другог инжењерског официра Џона Хенрија Хескета проширена на дужности и радње које су обављали Барет и други.
У стварности, амерички коцкар Џеј Јејтс (којег као Британца игра британски глумац Ралф Мајкл), који путује под именом Џеј Х. Роџерс, никада није био на Титанику и порука, за коју је приказано како је даје једној путници, била је превара. Јејтс је написао поруку у Њујорку, а затим је натерао саучесницу да се представља као преживела путница и да је достави новинама. Јејтс је то урадио како би натерао полицију да помисли да је мртав. Међутим, нису насели на превару, а Јејтс је ухваћен неколико месеци након потонућа; тражили су га на основу савезних оптужби повезаних са крађом поште. Мајкл тумачи улогу непознатог пливача који се приближио преврнутом и пренатрпаном склопивом чамцу, за кога је преживели ватрогасац Волтер Херст мислио да је капетан Смит.
Слика у соби за пушење прве класе је погрешно приказана као улаз у њујоршку луку, док је заправо представљала улаз у Плимут Саунд, за који се очекивало да ће Титаник посетити на свом повратку (постојала је слика њујоршке луке на оваквом месту на РМС Олимпику, сестринском броду Титаника). Ово је била грешка коју је направио Волтер Лорд у свом истраживању, што је признао у документарцу Прављење Ноћи за памћење.
Прва сцена филма Ноћ за памћење приказује крштење брода на његовом поринућу. Међутим, Титаник никада није крштен, пошто то није била пракса White Star Line-а, па је то у народу ушло у предање као један од многих фактора који су допринели „лошој срећи” брода.
Стенли Лорд је био узнемирен због приказа у негативном светлу; он у пиџами у својој топлој кабини спава у кревету док Титаник тоне. Стенли Лорд је спавао у картарошкој соби у униформи у време катастрофе.
Филм у веома позитивном светлу приказује главну звезду, Кенета Мора, који је играо Лајтолера. Током потонућа, Лајтолер је приказан како лично утоварује скоро сваки чамац за спасавање. У стварности, многе од Лајтолерових радњи су извршили други официри.
Такође, приказано је како је Лајтолера умало згњечио четврти димњак који је пао у последњим тренуцима потонућа брода. Ово је заправо био први димњак који је пао близу Лајтолера.
Неке историјске личности у филму имају „погрешне” нагласке: Томас Ендруз, кога тумачи британски глумац Мајкл Гудлиф, није требало да прича британским нагласком, већ ирским. Такође, Мердоков акценат је требало да буде шкотски.
Марфи и Галагер стижу до преврнутог склопивог чамца са дететом у наручју, које додају Лајтолеру. Лајтолер само једном погледа у дететову капуљачу, схвати да је мртво и пусти га да плута у океану. Ово је инспирисано неколико извештаја да је капетан Смит наводно носио дете у чамац, које је касније умрло. Поред тога што су ови извештаји сумњиве природе, Лајтолер никада није пријавио да је примио овакво дете на чамац.

## Премијера
Филм је премијерно приказан 3. јула 1958. у Лондону. Боксал и трећи официр са Титаника, Херберт Питман, присуствовали су премијери заједно са преживелим путником Волтером Николсом. Преживела путница Елизабет Даудел присуствовала је премијери у Њујорку 16. децембра 1958. године.

## Пријем

### Зарада
Ноћ за памћење је била један од двадесет најпопуларнијих филмова 1958. године у Британији, али је остварила само скроман комерцијални успех због величине свог буџета и релативно слабе зараде на америчким благајнама.

### Критике
Након премијере у САД у децембру 1958. године, критичар Босли Краутер је назвао филм „напетом, узбудљивом и изузетно страшном драмом... [која] представља причу о великој катастрофи једноставним људским терминима, а опет све то доводи до драме монументалног јединства и обима”; према Краутеру:
Овај изузетни филм је бриљантан и дирљив приказ понашања људи на Титанику те ноћи који се никада не сме заборавити. То је извештај о лежерности и лакомислености већине људи одмах након што је велики брод ударио у санту леда; спором нагомилавању панике која коначно постаје људски холокауст, шокантно ружним деловима подлости и чудесно храбрим и племенитим делима.
Филм је освојио бројне награде, укључујући награду Златни глобус за најбољи страни филм на енглеском језику, и добио је високе похвале рецензената са обе стране Атлантика.

### Репутација
Према речима професора Пола Хејера, Ноћ за памћење је помогла да се покрене талас филмова катастрофе који су укључивали Посејдонову авантуру (1972) и Паклени торањ (1974). Хејер коментарише да „још увек стоји као дефинитивно филмско казивање ове приче и прототип и најбољи пример жанра филма катастрофе”. На сајту Rotten Tomatoes, филм има рејтинг одобравања од 100% на основу 20 рецензија, са просечном оценом 8,71/10. Сматра се „најбољим филмом о Титанику пре Титаника (1997)”, „ најтачнијим од свих филмова о Титанику”, и „дефинитивном причом о Титанику”, посебно због свог социјалног реализма, који одражава, по речима једног критичара, „огромне историјске доказе да је класна ригидност из 1912. године, упркос свим својим недостацима, произвела прави смисао обавеза понашања на Титанику међу богатима и сиромашнима; да се највећи број људи на броду суочио са смрћу или тешкоћама са стоичком и несебичном милошћу којој се свет чудио током већег дела овог века.”